# 沙蒂永 (阿列省)
沙蒂永（法語：Châtillon，法語發音：[ʃatijɔ̃] ⓘ）是法国阿列省的一个市镇，位于该省中部，属于穆兰区。

## 地理
沙蒂永（46°28'24"N, 3°7'58"E）面积12.9 平方千米，位于法国奥弗涅-罗讷-阿尔卑斯大区阿列省，该省份为法国中部省份，北起涅夫勒省、西北接谢尔省，西南至克勒兹省，南至多姆山省，东南临卢瓦尔省，东临索恩-卢瓦尔省。
与沙蒂永接壤的市镇（或旧市镇、城区）包括：克雷桑日、阿列省努瓦扬、特龙热。

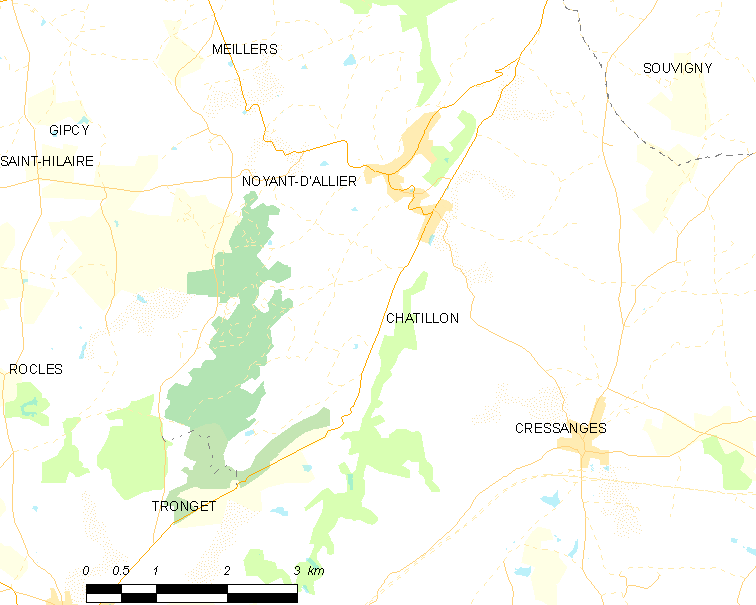
的OSM定位图

沙蒂永的时区为UTC+01:00、UTC+02:00（夏令时）。

## 行政
沙蒂永的邮政编码为03210，INSEE市镇编码为03069。

## 政治
沙蒂永所属的省级选区为苏维尼县。

## 人口

1962-2008年间人口变化图示

沙蒂永于2022年1月1日时的人口数量为313人。